# بيل ويلان
بيل ويلان (بالإنجليزية: Bill Whelan)‏ هو عازف بيانو وملحن أيرلندي، ولد في 22 مايو 1950 في ليمريك في جمهورية أيرلندا.

## وصلات خارجية
- بيل ويلان على موقع IMDb (الإنجليزية)
- بيل ويلان على موقع ميوزك برينز (الإنجليزية)
- بيل ويلان على موقع أول موفي (الإنجليزية)
- بيل ويلان على موقع قاعدة بيانات برودواي على الإنترنت (الإنجليزية)
- بيل ويلان على موقع أول ميوزيك (الإنجليزية)
- بيل ويلان على موقع ديسكوغز (الإنجليزية)
- بيل ويلان على موقع قاعدة بيانات الفيلم (الإنجليزية)
- بيل ويلان على موقع كينوبويسك (الروسية)